# Cuanacazapa
Cuanacazapa är en ort i Mexiko.   Den ligger i kommunen Ayutla de los Libres och delstaten Guerrero, i den södra delen av landet, 270 km söder om huvudstaden Mexico City. Cuanacazapa ligger 369 meter över havet och antalet invånare är 179.
Terrängen runt Cuanacazapa är kuperad åt nordväst, men åt sydost är den platt. Runt Cuanacazapa är det ganska tätbefolkat, med 65 invånare per kvadratkilometer. Närmaste större samhälle är Ayutla de los Libres, 8,9 km sydost om Cuanacazapa. Omgivningarna runt Cuanacazapa är en mosaik av jordbruksmark och naturlig växtlighet.